# Erebuni Erywań
Erebuni Erywań (orm. „Էրեբունի“ Ֆուտբոլային Ակումբը Երեւան, "Erebuni" Futbolajin Akumby Jerewan) – ormiański klub piłkarski z siedzibą w stolicy kraju, Erywaniu.

## Historia
Chronologia nazw:
- 1956–1991: SKIF Erywań (orm. ՖԻՄԱ Երեւան)
- 1992: Homenmen-Fima SKIF Erywań (orm. ՀՄՄ-Ֆիմա ՖԻՄԱ Երեւան)
- 1993–1994: Homenmen-SKIF Erywań (orm. ՀՄՄ-ՖԻՄԱ Երեւան)
- 1995–1996: Homenmen Erywań (orm. ՀՄՄ Երեւան)
- 1997–1998: Erebuni-Homenmen Erywań (orm. «Էրեբունի-ՀՄՄ» Երեւան)
- 1999: Erebuni Erywań (orm. «Էրեբունի» Երեւան)

Klub Piłkarski SKIF Erywań został założony w 1956 roku i prezentował Instytut Kultury Fizycznej (Sportowy Klub Instytutu Fizkultury). Na początku występował w rozgrywkach lokalnych, a w 1975 startował w Drugiej Lidze, strefie 1 Mistrzostw ZSRR, w której grał do 1978, kiedy to zajął 20. miejsce i pożegnał się z rozgrywkami na szczeblu profesjonalnym. Dopiero w 1990 ponownie startował w Drugiej Niższej Lidze.
Po uzyskaniu przez Armenię niepodległości, w 1992 jako Homenmen-Fima SKIF Erywań debiutował w najwyższej lidze Armenii. Reprezentował Ormiański Sportowy Związek, w skrócie HMM - "Homenmen". Klub często zmieniał nazwy - Homenmen-SKIF Erywań, Homenmen Erywań i Erebuni-Homenmen Erywań. W 1999 jako Erebuni Erywań zajął szóste miejsce w Bardsragujn chumb, ale z przyczyn finansowych zrezygnował z dalszych występów i został rozformowany.

## Sukcesy
- Druga Liga ZSRR, strefa 4: 14. miejsce (1977)
- Mistrzostwo Armeńskiej SRR: mistrz (1956, 1958, 1959, 1971, 1974)
- Puchar Armeńskiej SRR: zdobywca (1956, 1957, 1971, 1972, 1974, 1979, 1983)
- Mistrzostwo Armenii: 3. miejsce (1997)
- Puchar Armenii: półfinalista (1997/98, 1998/99)